# Indian River Challenger 1979
L'Indian River Challenger 1979 è stato un torneo di tennis facente parte della categoria ATP Challenger Series nell'ambito dell'ATP Challenger Series 1979. Il torneo si è giocato nella Contea di Indian River negli Stati Uniti dal 30 aprile al 6 maggio 1979 su campi in terra verde.

## Vincitori

### Singolare
Billy Martin ha battuto in finale  Rick Fagel con il punteggio di 6–2, 6–0

### Doppio
Kevin Curren /  Steve Denton hanno battuto in finale  Pat Cramer /  Cliff Letcher con il punteggio di 6–4, 7–5